# Політичні партії Великої Британії
Цей список містить відомості про всі партії Великої Британії

## Великі партії
- Консервативна партія
- Лейбористська партія
- Ліберальні демократи

## Партії, представлені на місцевому та міжнародному рівні
| Партія                                                | Представницттво            | Представницттво     | Представницттво             | Представницттво             | Представницттво        | Коментарі |
| Партія                                                | Парламент Великої Британії | Парламент Шотландії | Національна асамблея Уельсу | Асамблея Північної Ірландії | Європейський парламент | Коментарі |
| ----------------------------------------------------- | -------------------------- | ------------------- | --------------------------- | --------------------------- | ---------------------- | --- |
| Лейбористська партія                                  | 365                        | 46                  | 29                          | N/A                         | 19                     | Традиційно ліва партія зараз ближче до центру; у союзі з профспілками; у теперішній час підтримує ринок, відійшовши від старої соціалістичної платформи; підтримує європейську інтеграцію |
| Консерватори                                          | 198                        | 17                  | 11                          | 0                           | 27                     | Правоцентристська або права; підтримує політику вільного ринку; виступає проти європейської інтеграції                                                                                    |
| Ліберальні демократи                                  | 63                         | 16                  | 6                           | N/A                         | 12                     | Традиційно центристська зараз змістилася вліво |
| Демократична юніоністська партія                      | 9                          | N/A                 | N/A                         | 36                          | 1                      | Партія за збереження Північної Ірландії у складі Великої Британії. |
| Шотландська національна партія                        | 6                          | 47                  | N/A                         | N/A                         | 2                      | Лівоцентристська партія, що виступає за незалежність Шотландії. |
| Шинн Фейн                                             | 5                          | N/A                 | N/A                         | 28                          | 1                      | Ірландська республіканська партія у Північній Ірландії, підтримує демократичний соціалізм. Виграла 5 місць на виборах у Парламент, але не бере участі в його засіданнях.                  |
| Плайд Кемри — Партія Уельсу                           | 3                          | N/A                 | 12                          | N/A                         | 1                      | Лівоцентристська партія, що виступає за незалежність Уельсу. |
| Соціал-демократична і лейбористська партія            | 3                          | N/A                 | N/A                         | 16                          | 0                      | Легальна націоналістична ірландська партія у Північній Ірландії з лівоцентристською соціал-демократичною орієнтацією.                                                                     |
| Юніоністська партія Ольстера                          | 1                          | N/A                 | N/A                         | 18                          | 1                      | Юніоністська партія Північної Ірландії, інша політична сила, що вболіває за гарні відносини між Ірландією і Великою Британією.                                                            |
| Коаліція «Повага»                                     | 1                          | N/A                 | N/A                         | N/A                         | 0                      | Ліва партія пацифістської спрямованості, ідеологія — соціал-демократія. |
| Independent Kidderminster Hospital and Health Concern | 1                          | N/A                 | N/A                         | N/A                         | N/A                    | Партія регіонального рівня у Кіддермінстері |
| Шотландська партія зелених                            | 0                          | 2                   | N/A                         | N/A                         | 0                      | Екологічна партія з шотландською націоналістичною спрямованістю |
| Вперед, Уельс                                         | 0                          | N/A                 | 1                           | N/A                         | 0                      | Соціалістична партія Уельсу, проти незалежності Уельсу, але за автономію |
| Партія "Альянс", Північна Ірландія                    | 0                          | N/A                 | N/A                         | 7                           | 0                      | Пов'язана з партией Ліберал-демократів. Прагне усунути розкол між католиками та протестантами Північної Ірландії. Займає нейтральну позицію щодо статусу Північної Ірландії.              |
| Прогресивна юніоністська партія                       | 0                          | N/A                 | N/A                         | 1                           | 0                      | Лоялістична партія у Північній Ірландії, що має зв'язки з Лейбористами |
| Зелена партія Північної Ірландії                      | 0                          | N/A                 | N/A                         | 1                           | 0                      | Екологічна партія Північної Ірландії |
| Партія за незалежність Великої Британії               | 0                          | 0                   | 0                           | 0                           | 10                     | Євроскептична партія, що виступає за вихід Великої Британії з Євросоюзу і вільну ринкову економіку                                                                                        |
| Зелена партія Англії і Уельсу                         | 0                          | N/A                 | 0                           | N/A                         | 2                      | Лівоцентристська екологічна партія. |